# Sierra Bullones
Sierra Bullones ist eine philippinische Stadtgemeinde in der Provinz Bohol. Sie hat 24.745 Einwohner (Zensus 1. August 2015). Auf dem Gebiet der Gemeinde liegt der Nationalpark Rajah Sikatuna Protected Landscape.

## Baranggays
Sierra Bullones ist administrativ unterteilt in 22 Baranggays.
| - Abachanan - Anibongan - Bugsoc - Canlangit - Canta-ub - Casilay - Danicop - Dusita | - Cahayag - La Union - Lataban - Magsaysay - Matin-ao - Nan-od - Poblacion | - Salvador - San Agustin - San Isidro - San Jose - San Juan - Santa Cruz - Villa Garcia |